# Gabbiano-Klasse
Die Gabbiano-Klasse (dt. „Möwe-Klasse“) war eine Korvetten-Klasse der italienischen Marine. Während des Zweiten Weltkrieges wurden insgesamt 60 dieser Schiffe in Auftrag gegeben. Ihre Hauptaufgabe war der Geleitschutz und die U-Boot-Jagd.

## Geschichte
Ab 1940 setzte die Regia Marina für den Schutz von Geleiten von Italien nach Nordafrika verschiedene Schiffstypen ein, darunter Zerstörer und auch Torpedoboote aus dem Ersten Weltkrieg. 1941 beschloss man die Beschaffung einer großen Anzahl relativ einfach und daher schnell zu bauender Korvetten. Die rund 700 Tonnen verdrängenden, gut bewaffneten Korvetten der Gabbiano-Klasse verfügten neben einem Dieselmotor auch über einen Elektromotor und über ein Sonar zur U-Jagd.
Die Schiffe wurden in fünf Serien oder Unterklassen von verschiedenen italienischen Werften gebaut. Von den 60 geplanten Einheiten wurden 29 Schiffe ab 1942 in Dienst gestellt. Bis zum Waffenstillstand am 8. September 1943 gingen drei Korvetten verloren. Danach übernahm die deutsche Kriegsmarine sieben Schiffe, weitere 21 wurden unter deutscher Regie auf den Werften fertiggebaut. Sechs weitere, im Bau befindliche Korvetten konnten bis Kriegsende nicht mehr fertiggestellt werden. Die Beschaffung von zwei Einheiten wurde kriegsbedingt annulliert, zwei Schiffe liefen erst nach dem Krieg vom Stapel. Insgesamt 22 Korvetten der Gabbiano-Klasse wurden nach 1946 von der Marina Militare der Republik Italien übernommen. 16 Einheiten wurden zunächst modifiziert, um Minenräumaufgaben zu übernehmen. In den 1950er-Jahren erfolgten größere Umbauten und Modernisierungsarbeiten. Elf Schiffe übernahmen danach vorwiegend U-Jagd-Aufgaben, die anderen elf Einheiten waren auf die Flugabwehr spezialisiert. In dieser Form blieben sie bis Ende der 1960er-, Anfang der 1970er-Jahre in Dienst. Sie wurden von den Korvetten der Klassen Albatros und De Cristofaro ersetzt.

## Unterklassen
Bei den Schiffskennungen kam es während des Krieges zu einer Abweichung vom Standard. Italienische Zerstörer, Torpedoboote und andere Schiffstypen führten als Kennung zwei große Buchstaben am Schiffsrumpf, die als Abkürzung des Schiffsnamens dienten. Im Falle der Gabbiano-Klasse verzichtete man von Anfang an auf dieses System, das angesichts der vielen geplanten Einheiten zu unübersichtlich geworden wäre. Stattdessen griff man auf einen alphanumerischen Kode zurück. Anwendung fand der Buchstabe C für Corvetta, es folgten Zahlen von 11 bis 70. Nach dem Krieg wurde wegen der geringeren Anzahl der verfügbaren Schiffe wieder die Abkürzung des Schiffsnamens durch zwei Buchstaben verwendet. Ab 1953 wurde das standardisierte NATO-Kennungssystem eingeführt, wobei die Schiffe der Gabbiano-Klasse den Buchstaben F (für Fregatten und Korvetten) erhielten, dem eine Nummer im 500er Bereich (für Italien reserviert) folgte. In nachstehender Liste sind unter dem Abschnitt „Kennung“ alle drei verwendeten Schiffskennungen angeführt. Tauchen im Abschnitt „Verbleib“ Bezeichnungen des Musters UJ 2222 auf, so verweisen sie auf die Nutzung als U-Jagd-Boote durch die deutsche Kriegsmarine. Die ersten beiden Zahlen verweisen dabei auf den jeweiligen Marineverband (hier: 22. U-Jagd-Flottille).

### Serie Gabbiano
Die insgesamt zwölf Schiffe dieser Unterklasse waren nach Seevögeln benannt. Die ersten vier Korvetten (Gabbiano, Procellaria, Cormorano, Pellicano) wurden auf der Cerusa-Werft in Voltri (Genua) gebaut, die übrigen acht von Ansaldo in Genua.
| Name        | Kennungen       | Kiellegung         | Stapellauf         | Indienststellung  | Anmerkungen, Verbleib                                  |
| ----------- | --------------- | ------------------ | ------------------ | ----------------- | ------------------------------------------------------ |
| Gabbiano    | C 11, GB, F 571 | 14. Januar 1942    | 23. Juni 1942      | 3. Oktober 1942   | 1951, 1954/55 Umbauten, 1971 außer Dienst              |
| Procellaria | C 12            | 14. Januar 1942    | 4. September 1942  | 29. November 1942 | am 31. Januar 1943 vor Cap Bon durch Mine versenkt     |
| Cormorano   | C 13, CO, F 575 | 14. Januar 1942    | 17. November 1942  | 6. März 1943      | Umbauten 1952 und 1954, 1971 außer Dienst              |
| Pellicano   | C 14, PE, F 574 | 15. September 1942 | 20. Februar 1943   | 15. April 1943    | Umbauten zwischen 1952 und 1962, 1969 außer Dienst     |
| Cicogna     | C 15            | 15. Juni 1942      | 12. Oktober 1942   | 11. Januar 1943   | am 24. Juli 1943 in Messina zerstört                   |
| Folaga      | C 16, FO, F 576 | 15. Juni 1942      | 13. November 1942  | 16. Februar 1943  | Umbauten 1950 und 1953, am 1. August 1965 außer Dienst |
| Ibis        | C 17, IB, F 561 | 18. Juni 1942      | 12. Dezember 1942  | 3. April 1943     | 4 Umbauten zwischen 1950 und 1955, 1971 außer Dienst   |
| Gru         | C 18, GU, F 566 | 6. Juli 1942       | 23. Dezember 1942  | 29. April 1943    | 3 Umbauten zwischen 1951 und 1953, 1971 außer Dienst   |
| Tuffetto    | C 51            | 15. März 1943      | 25. August 1943    | 22. Februar 1944  | UJ 2222, am 24. April 1945 in Genua selbstversenkt     |
| Marangone   | C 52            | 15. März 1943      | 16. September 1943 | 18. März 1944     | UJ 2223, am 24. Mai 1944 bei Elba versenkt             |
| Strolaga    | C 53            | 15. März 1943      | 30. Oktober 1943   | 18. April 1944    | UJ 2224, am 24. April 1945 in Genua selbstversenkt     |
| Ardea       | C 54            | 15. März 1943      | 8. Januar 1944     | 1944              | UJ 2225, am 24. April 1945 in Genua selbstversenkt     |

Die Korvette Cicogna versenkte am 14. März 1943 vor San Vito lo Capo das britische U-Boot Thunderbolt. Gabbiano war am 24. April 1943 an der Versenkung des U-Bootes Sahib beteiligt. Ibis schoss am 25. August 1943 eine britische de Havilland DH.98 Mosquito ab.

### Serie Antilope
Diese Serie von neun Korvetten war nach Säugetieren (Hornträger) benannt. Gebaut wurden sie von OTO in Livorno.
| Name      | Kennungen | Kiellegung      | Stapellauf       | Indienststellung  | Anmerkungen, Verbleib                                            |
| --------- | --------- | --------------- | ---------------- | ----------------- | ---------------------------------------------------------------- |
| Antilope  | C 19      | 20. Januar 1942 | 9. Mai 1942      | 11. November 1942 | UJ 6082, am 15. August 1944 von USS Somers versenkt              |
| Gazzella  | C 20      | 20. Januar 1942 | 9. Mai 1942      | 6. Februar 1943   | am 5. August 1943 vor Asinara auf Mine gelaufen, gesunken        |
| Camoscio  | C 21      | 20. Januar 1942 | 9. Mai 1942      | 18. April 1943    | UJ 6081, am 17. August 1944 von USS Endicott vor Toulon versenkt |
| Capriolo  | C 22      | 3. Juni 1942    | 5. Dezember 1942 | –                 | UJ 6083, am 24. April 1945 in Genua selbstversenkt               |
| Alce      | C 23      | 27. Mai 1942    | 5. Dezember 1942 | –                 | UJ 6084, am 24. April 1945 in Genua selbstversenkt               |
| Renna     | C 24      | 31. Mai 1942    | 5. Dezember 1942 | 1943              | UJ 6085, am 4. September 1944 in Genua zerstört                  |
| Daino     | C 55      | 1. März 1943    | 1944             | 1944              | UJ 6087, am 11. Juli 1944 in Livorno selbstversenkt              |
| Cervo     | C 56      | 25. März 1943   | 1944             | 1944              | UJ 6086, am 24. April 1945 in Genua selbstversenkt               |
| Stambecco | C 57      | 4. März 1943    | –                | –                 | UJ 6088, 1944 durch Luftangriff in Livorno zerstört              |

### Serie Ape
Diese zwölf Einheiten trugen die Namen von Insekten. Gebaut wurden sie von Navalmeccanica in Castellammare di Stabia bei Neapel.
| Name        | Kennungen               | Kiellegung         | Stapellauf        | Indienststellung   | Anmerkungen, Verbleib                                |
| ----------- | ----------------------- | ------------------ | ----------------- | ------------------ | ---------------------------------------------------- |
| Ape         | C 25, AP, F 567, A 5328 | 4. Mai 1942        | 22. November 1942 | 15. Mai 1943       | 6 Umbauten zwischen 1951 und 1965, 1979 außer Dienst |
| Vespa       | C 26                    | 4. Mai 1942        | 22. November 1942 | 2. September 1943  | UJ 2221, am 24. April 1945 in Genua selbstversenkt   |
| Lucciola    | C 27                    | 22. Juni 1942      | 21. März 1943     | –                  | im September 1943 selbstversenkt                     |
| Grillo      | C 28                    | 22. Juni 1942      | 21. März 1943     | –                  | im September 1943 selbstversenkt                     |
| Cicala      | C 29                    | 30. September 1942 | 27. Juni 1943     | –                  | im September 1943 selbstversenkt                     |
| Calabrone   | C 30                    | 1. Oktober 1942    | 27. Juni 1943     | –                  | im September 1943 selbstversenkt                     |
| Cavalletta  | C 31                    | 3. Dezember 1942   | –                 | –                  | Bau abgebrochen                                      |
| Libellula   | C 32                    | 3. Dezember 1942   | –                 | –                  | Bau abgebrochen                                      |
| Crisalide   | C 58, CR, F 547         | 22. April 1943     | 8. Dezember 1947  | 25. September 1952 | Umbau von 1959 bis 1960, 1972 außer Dienst           |
| Farfalla    | C 59, F 548             | 21. April 1943     | 4. Januar 1948    | 10. Februar 1953   | 1971 außer Dienst                                    |
| Maggiolino  | C 60                    | –                  | –                 | –                  | Bau annulliert                                       |
| Cocciniglia | C 61                    | –                  | –                 | –                  | Bau annulliert                                       |

### Serie Scimitarra
Die neun Schiffe dieser Unterklasse waren nach Waffen benannt. Sie wurden von Breda in Marghera bei Venedig gebaut.
| Name       | Kennungen       | Kiellegung       | Stapellauf         | Indienststellung | Anmerkungen, Verbleib                                                              |
| ---------- | --------------- | ---------------- | ------------------ | ---------------- | ---------------------------------------------------------------------------------- |
| Scimitarra | C 33, SC, F 564 | 24. Februar 1942 | 16. September 1942 | 10. Mai 1943     | 5 Umbauten zwischen 1949 und 1957, 1971 außer Dienst                               |
| Baionetta  | C 34, BA, F 578 | 24. Februar 1942 | 5. Oktober 1942    | 28. Juli 1943    | 1971 außer Dienst                                                                  |
| Colubrina  | C 35            | 14. März 1942    | 7. Dezember 1942   | 14. Januar 1944  | UJ 205, am 28. März 1944 in Šibenik versenkt                                       |
| Spingarda  | C 36            | 14. März 1942    | 22. Mai 1943       | 6. Mai 1944      | UJ 208, am 1. November 1944 vor Zadar mit UJ 202 (ex Melpomene) und TA 20 versenkt |
| Carabina   | C 37            | 14. März 1942    | 22. Mai 1943       | –                | UJ 207, im Februar 1944 bei Luftangriff zerstört                                   |
| Bombarda   | C 38, BD, F 549 | 21. August 1943  | 10. Februar 1944   | 30. Oktober 1944 | UJ 206, am 25. April 1945 selbstversenkt, gehoben, in Dienst von 1951 bis 1975     |
| Scure      | C 62            | 20. Oktober 1942 | –                  | –                | UJ 209, abgebrochen                                                                |
| Clava      | C 63            | 20. Oktober 1942 | –                  | –                | UJ 210, abgebrochen                                                                |
| Zagaglia   | C 64            | 1. Februar 1943  | –                  | –                | UJ 211, abgebrochen                                                                |

### Serie Artemide
Die insgesamt 18 Korvetten der Artemis-Unterklasse waren nach weiblichen Gottheiten der Antike benannt. Die ersten zehn Schiffe wurden von CRDA in Monfalcone gebaut, die übrigen acht Einheiten in Triest
| Name      | Kennungen       | Kiellegung       | Stapellauf         | Indienststellung  | Anmerkungen, Verbleib                                                               |
| --------- | --------------- | ---------------- | ------------------ | ----------------- | ----------------------------------------------------------------------------------- |
| Artemide  | C 39            | 9. März 1942     | 10. August 1942    | 10. Oktober 1942  | UJ 2226, am 24. April 1945 in Genua selbstversenkt                                  |
| Persefone | C 40            | 9. März 1942     | 21. September 1942 | 28. November 1942 | UJ 2227, am 24. April 1945 in Genua selbstversenkt                                  |
| Euterpe   | C 41            | 2. April 1942    | 22. Oktober 1942   | 20. Januar 1943   | UJ 2228, am 24. April 1945 in Genua selbstversenkt                                  |
| Minerva   | C 42, MI, F 562 | 3. April 1942    | 6. November 1942   | 25. Februar 1943  | 1969 außer Dienst                                                                   |
| Urania    | C 65, UR, F 570 | 1. Oktober 1942  | 21. April 1943     | 7. August 1943    | 6 Umbauten zwischen 1946 und 1961, 1971 außer Dienst                                |
| Berenice  | C 66            | 1. Oktober 1942  | 20. Mai 1943       | 1. September 1943 | am 9. September 1943 vor Triest versenkt                                            |
| Egeria    | C 67            | 15. Februar 1943 | 3. Juli 1943       | 28. Januar 1944   | UJ 201, am 29. Februar 1944 versenkt                                                |
| Melpomene | C 68            | 25. März 1943    | 29. August 1943    | 24. April 1944    | UJ 202, am 11. November 1944 vor Zadar mit UJ 208 (ex Spingarda) und TA 20 versenkt |
| Tersicore | C 69            | 15. April 1943   | 16. Oktober 1943   | 1944              | UJ 203, am 20. April 1944 in Monfalcone zerstört                                    |
| Euridice  | C 70            | 1. Juli 1943     | 12. März 1944      | 1944              | UJ 204, am 25. Mai 1944 in Monfalcone zerstört                                      |
| Driade    | C 43, DR, F 568 | 9. Mai 1942      | 7. Oktober 1942    | 14. Januar 1943   | 1966 außer Dienst                                                                   |
| Danaide   | C 44, DA, F 563 | 9. Mai 1942      | 21. Oktober 1942   | 27. Februar 1943  | 4 Umbauten zwischen 1952 und 1958, 1967 außer Dienst                                |
| Pomona    | C 45, PO, F 573 | 16. Mai 1942     | 18. November 1942  | 4. April 1943     | Umbau 1955/56, außer Dienst 1964                                                    |
| Flora     | C 46, FL, F 572 | 16. Mai 1942     | 1. Dezember 1942   | 25. April 1943    | 1969 außer Dienst                                                                   |
| Sfinge    | C 47, SF, F 579 | 20. Juni 1942    | 9. Januar 1943     | 12. Mai 1943      | 1975 außer Dienst                                                                   |
| Chimera   | C 48, CB, F 569 | 20. Juni 1942    | 30. Januar 1943    | 26. Mai 1943      | 1975 außer Dienst                                                                   |
| Sibilla   | C 49, SB, F 565 | 26. Juni 1942    | 10. März 1943      | 5. Juni 1943      | 1971 außer Dienst                                                                   |
| Fenice    | C 50, FE, F 577 | 27. Juni 1942    | 10. März 1943      | 15. Juni 1943     | 1964 außer Dienst                                                                   |

Euterpe war am 24. April 1943 an der Versenkung des britischen U-Bootes Sahib beteiligt. Zusammen mit der Korvette Minerva versenkte Euterpe am 14. August 1943 bei Bastia das U-Boot Saracen.